# Traité de l'harmonie réduite à ses principes naturels

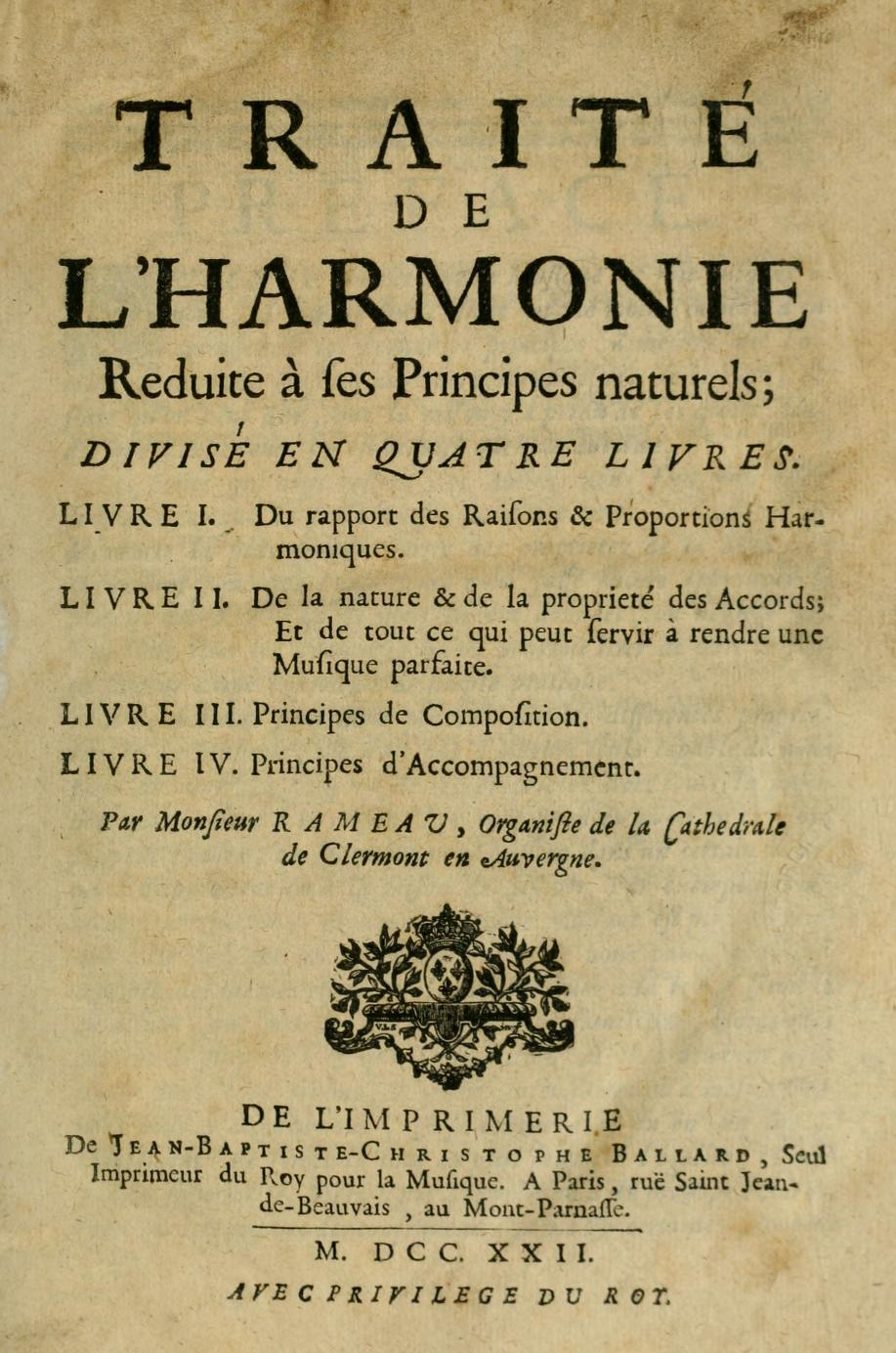
Traité de l'harmonie.

Le Traité de l'harmonie réduite à ses principes naturels est le premier traité de théorie musicale écrit par Jean-Philippe Rameau et publié en 1722. Ouvrage qui est devenu fondamental dans le développement de la musique occidentale, il valut à Rameau d'être considéré comme le plus savant musicien de son époque.
Cet ouvrage synthétise les efforts de son auteur pour faire de la musique une science, quand elle était avant lui avant tout considérée comme un art. Rameau reprend les travaux de ses prédécesseurs, notamment Zarlino et Descartes (Compendium musicae) — pour mettre de l'ordre dans les notions éparses dégagées avant lui et faire de l'harmonie une science déductive à l'image des mathématiques, sur le postulat que « le son est au son ce que la corde est à la corde ». Pour Rameau, c'est « la nature » même qui fonde sa théorie et lui permet d'affirmer que l'harmonie est la quintessence de la musique, la mélodie ne faisant que procéder de l'harmonie.
L'artiste énonce le principe de l'équivalence des octaves, la notion de la basse fondamentale et du renversement des accords, la prééminence de l'accord parfait majeur et, au prix d'une contorsion intellectuelle (une des faiblesses de la théorie), celui de l'accord parfait mineur. Il pose ainsi les bases de l'harmonie classique et de la tonalité d'une manière qui n'est plus empirique.
L'ouvrage comprend quatre parties :
- I - Du rapport des raisons et proportions harmoniques ;
- II - De la nature et de la propriété des accords ;
- III - Principes de composition ;
- IV - Principes d'accompagnement.

À l'époque de la rédaction de son traité, Rameau n'a pas encore connaissance des travaux de Joseph Sauveur sur les sons harmoniques. Il y verra, quelques années plus tard, la confirmation éclatante de sa théorie, ce qui donnera lieu à la publication d'un traité complémentaire, la Génération harmonique.

## La théorie
L'approche est purement mathématique : Rameau part du principe que « la corde est à la corde ce que le son est au son » — c'est-à-dire que, de la même façon qu'une corde donnée contient deux fois une corde de demi-longueur, de même le son grave produit par la première « contient » deux fois le son plus aigu produit par la seconde. On sent le présupposé inconscient d'une telle idée (que signifie le verbe « contenir » ?), cependant les conclusions qu'il en tire vont le confirmer dans cette voie, d'autant que, en 1726, il prend connaissance des travaux de Joseph Sauveur sur les sons harmoniques qui viennent les corroborer de façon providentielle.
Muni de ce principe et de celui de l’équivalence des octaves (« qui ne sont que des répliques »), Rameau en tire une démonstration du caractère « naturel » de l’accord parfait majeur : partant du do émis par une corde vibrante, il remarque que la division de la longueur de cette corde, successivement par les premiers nombres entiers produit les notes suivantes :
- division par 2 : l'octave supérieure (c’est-à-dire le huitième degré de la gamme diatonique, vers les aigus), le  do  supérieur ;
- division par 3 : la « douzième », le  sol  qui suit ;
- division par 4 : la « quinzième » ou seconde octave, le  do  qui suit ;
- division par 5 : la « dix-septième », le  mi  qui suit.

(La division suivante, par 6, donne à nouveau un sol et, sans s’étendre sur la question, Rameau décrète que la division par 7 ne donne  aucun son utilisable, ce qui met fin au procédé).
Ainsi, l’élimination des notes à l'octave dans cette succession de notes « harmoniques » laisse subsister les trois notes de l’accord parfait majeur  do-mi-sol.
Dans cette démonstration, Rameau met en outre en évidence d'une part ce qu'il appelle la « basse fondamentale » — dans l'exemple ci-dessus, la note do initiale —, d'autre part le principe de renversement des accords : puisque  « les octaves ne sont que des répliques »,  do-mi-sol ,  mi-sol-do  et  sol-do-mi  sont en fait trois aspects de la même réalité naturelle.
Ce qui a été fait par les divisions de la longueur de la corde est répété sous la forme de multiplications et, par là,  Rameau détermine l'accord  fa-la{\displaystyle \flat }-do  qui est l'accord parfait mineur, lui aussi mis en évidence par « la nature ».